# 边值问题

圖中的區域為微分方程有效的區域，且函數在邊界上的值已知

在微分方程中，边值问题是一个微分方程和一组称之为边界条件的约束条件。边值问题的解通常是符合约束条件的微分方程的解。
物理学中经常遇到边值问题，例如波动方程等。許多重要的边值问题屬於Sturm-Liouville問題。這類問題的分析會和微分算子的本徵函數有關。
在实际应用中，边值问题应当是适定的（即：存在解，解唯一且解會隨著初始值連續地變化）。許多偏微分方程領域的理論提出是為要證明科學及工程應用的許多边值问题都是适定問題。
最早研究的边值问题是狄利克雷问题，是要找出调和函数，也就是拉普拉斯方程的解，後來是用狄利克雷原理找到相關的解。

## 說明
边值问题類似初值問題，边值问题的條件是在區域的邊界上，而初值問題的條件都是在獨立變數及其導數在某一特定值時的數值（一般是定義域的下限，所以稱為初值問題）。
例如獨立變數是時間，定義域為 {\displaystyle [0,1]}，边值问题的條件會是{\displaystyle y(t)}在{\displaystyle t=0}及{\displaystyle t=1}時的數值，而初值问题的條件會是{\displaystyle t=0}時的{\displaystyle y(t)}及{\displaystyle y'(t)} 之值。
若鐵棒的一端為絕對零度，另一端溫度為水的凝固點，要找到鐵棒溫度隨位置的變化即為一個边值问题。
若問題和時間和空間都有關，边界條件需為某一個特定點下所有時間對應的值，以及某一個特定時間時所有位置對應的值。
以下是一個边值问题的例子
{\displaystyle y''(x)+y(x)=0\,}
要求解滿足以下邊界條件的函數{\displaystyle y(x)}
{\displaystyle y(0)=0,\ y({\frac {\pi }{2}})=2.}
若沒有邊界條件，以上微分方程的通解是
{\displaystyle y(x)=A\sin(x)+B\cos(x).\,}
根據邊界條件{\displaystyle y(0)=0}，可得
{\displaystyle 0=A\cdot 0+B\cdot 1}
可以得到{\displaystyle B=0}的結論。根據邊界條件{\displaystyle y({\frac {\pi }{2}})=2}，可得
{\displaystyle 2=A\cdot 1}
因此{\displaystyle A=2}。因此可以找到滿足上述邊界條件的唯一解，即為 
{\displaystyle y(x)=2\sin(x).\,}

## 边值问题的種類
根据条件的形式，边值条件分以下三类：

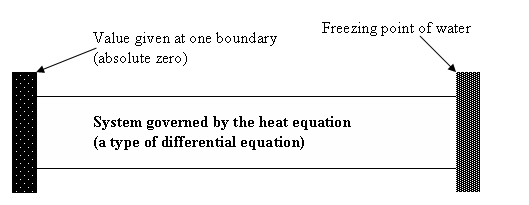
一個二維熱傳的边值问题

- 第一类边值条件：也稱為狄利克雷边界条件，直接描述物理系统边界上的物理量，例如振动的弦两端与平衡位置的距离；
- 第二类边值条件：也稱為诺伊曼边界条件，描述物理系统边界上物理量垂直邊界的导数的情况，例如导热细杆端点的热流；
- 第三类边值条件：物理系统边界上物理量与垂直邊界导数的线性组合，例如，细杆端点的自由冷却，温度、热流均不确定，但是二者的关系确定，即可列出二者线性组合而成的边值条件。

边值条件也可以根據边值问题對應的微分算子來分類：若是使用椭圆算子，則問題為椭圆边值问题；使用雙曲線算子，則問題為雙曲線边值问题。依微分算子還可以將問題再細分為線性及非線性等。